# Unité urbaine de la Tour-du-Pin
L'unité urbaine de la Tour-du-Pin est une unité urbaine française centrée sur la commune isèroise de La Tour-du-Pin.

## Données générales
En 2010, selon l'INSEE, l'unité urbaine était composée de sept communes.
En 2020, à la suite d'un nouveau zonage, elle est composée de quinze communes, du fait de sa fusion avec l'ancienne unité urbaine de Morestel.
En 2022, avec 39 660 habitants, elle représente la 4e unité urbaine du département de l'Isère et occupe le 24e rang dans la région Auvergne-Rhône-Alpes.
En 2021, sa densité de population s'élève à 273 hab/km2. Par sa superficie, elle ne représente que 1,95 % du territoire départemental mais, par sa population, elle regroupe 3,07 % de la population du département de l'Isère.

## Composition de l'unité urbaine en 2020
Elle est composée des quinze communes suivantes :
| Nom                      | Code Insee | Département | Statut       | Superficie (km2) | Population (dernière pop. légale) | Densité (hab./km2) | Modifier                                    |
| ------------------------ | ---------- | ----------- | ------------ | ---------------- | --------------------------------- | ------------------ | ------------------------------------------- |
| Morestel                 | 38261      | Isère       | ville-centre | 8,03             | 4 416 (2022)                      | 550                | modifier les données · modifier les données |
| La Tour-du-Pin           | 38509      | Isère       | ville-centre | 4,77             | 8 123 (2022)                      | 1 703              | modifier les données · modifier les données |
| La Bâtie-Montgascon      | 38029      | Isère       | banlieue     | 8,43             | 2 025 (2022)                      | 240                | modifier les données · modifier les données |
| Cessieu                  | 38064      | Isère       | banlieue     | 14,35            | 3 257 (2022)                      | 227                | modifier les données · modifier les données |
| La Chapelle-de-la-Tour   | 38076      | Isère       | banlieue     | 9,04             | 1 936 (2022)                      | 214                | modifier les données · modifier les données |
| Corbelin                 | 38124      | Isère       | banlieue     | 12,00            | 2 368 (2022)                      | 197                | modifier les données · modifier les données |
| Dolomieu                 | 38148      | Isère       | banlieue     | 13,32            | 3 188 (2022)                      | 239                | modifier les données · modifier les données |
| Faverges-de-la-Tour      | 38162      | Isère       | banlieue     | 7,67             | 1 482 (2022)                      | 193                | modifier les données · modifier les données |
| Granieu                  | 38183      | Isère       | banlieue     | 3,73             | 516 (2022)                        | 138                | modifier les données · modifier les données |
| Saint-Clair-de-la-Tour   | 38377      | Isère       | banlieue     | 9,24             | 3 526 (2022)                      | 382                | modifier les données · modifier les données |
| Saint-Didier-de-la-Tour  | 38381      | Isère       | banlieue     | 14,63            | 2 125 (2022)                      | 145                | modifier les données · modifier les données |
| Saint-Jean-de-Soudain    | 38401      | Isère       | banlieue     | 7,48             | 1 698 (2022)                      | 227                | modifier les données · modifier les données |
| Saint-Sorlin-de-Morestel | 38458      | Isère       | banlieue     | 5,38             | 613 (2022)                        | 114                | modifier les données · modifier les données |
| Saint-Victor-de-Cessieu  | 38464      | Isère       | banlieue     | 12,22            | 2 170 (2022)                      | 178                | modifier les données · modifier les données |
| Vézeronce-Curtin         | 38543      | Isère       | banlieue     | 14,37            | 2 217 (2022)                      | 154                | modifier les données · modifier les données |

## Évolution démographique
| 1968   | 1975   | 1982   | 1990   | 1999   | 2010   | 2015   | 2021   |
| ------ | ------ | ------ | ------ | ------ | ------ | ------ | ------ |
| 20 649 | 23 145 | 25 772 | 27 671 | 28 706 | 36 217 | 37 813 | 39 458 |

#### Données générales
- Unité urbaine en France
- Aire d'attraction d'une ville
- Liste des unités urbaines de France

#### Données démographiques en rapport avec l'unité urbaine de la Tour-du-Pin
- Aire d'attraction de la Tour-du-Pin
- Aire d'attraction de Morestel
- Arrondissement de la Tour-du-Pin

#### Données démographiques en rapport avec l'Isère
- Démographie de l'Isère